# Марија Драгојловић
Марија Драгојловић (Шабац, 1950) српски је сликар и универзитетски професор. Редовни је професор на Факултету ликовних уметности у Београду и позната српска сликарка. Добитница је неколико признатих награда и имала је доста групних и самосталних изложби.

## Биографија
Рођена 1950 год. у Шапцу. Академију ликовних уметности завршила 1975. год. Постдипломске студије завршила на истом факултету 1977. год. Од 1985. ради као асистент на Факултету ликовне уметности  у Београду, од 1988. као доцент на одсеку за сликарство. Године 1996. постала је ванредни, а 1998. редовни професор.
Члан је УЛУС-а од 1976. године. Учествовала је на бројним изложбама у земљи и иностранству. Дела Марије Драгојловић се налазе у збиркама Музеја савремене уметности, Народног музеја, Музеју града Београда, Уметничкој галерији Надежда Петровић у Чачку, Градском музеју у Сомбору и у многим приватним колекцијама у земљи и иностранству. Добитница је више награда међу којима награде XXII Ликовне јесени у Сомбору, 13. Меморијала “Надежде Петровић” у Чачку, XXV Октобарског салона, Награде из фонда “Иван Табаковић”, Политикине награде, итд.

## Изложбе

### Самосталне изложбе[1]
- 2004. Београд, Галерија Kултурног центра
- 2002. Београд, Галерија Зептер
- 2000. Зрењанин, Савремена галерија
- 1999. Београд, Галерија Зептер
- 1998. Београд, Медија центар
- 1994. Београд, Галерија Студентског културног центра
- 1991. Љубљана, Мала галерија Модерне галерије
- 1989/1990. Београд, Салон Музеја савремене уметности
- 1987. Београд, Галерија Kоларчевог народног универзитета
- 1984. Београд, Галерија Студентског културног центра
- 1981. Београд, Галерија Дома омладине
- Нови Сад, Галерија Трибине младих

#### Остало:[1]
- Мапа графика (Kутије 1-5), , Београд 1993.
- Фотоси из имагинарних филмова, 3 (зима 1995).
- 2 купатила у Kући породице Зептер, Београд 2002.
- Београд, 42. октобарски салон, 2001.
- Стан бр. 3 (селектор)

### Групне изложбе:[1]
- 1975. Београд, Изложба Југословенске ауторске агенције
- 1976. Београд, УЛУС ’76
- 1977. Београд, Перспективе В
- Пиран, Међународна изложба ликовних уметница
- Београд, XВИИИ Октобарски салон
- 1978. Београд, Салон Музеја савремене уметности, Београдски млади сликари (концепција Д. Ђорђевић)
- Београд, УЛУС-УЛУВ-УЛУK
- Београд, Графика ФЛУ у Београду
- Београд, XИX Октобарски салон
- Београд, Галерија Kоларчевог народног универзитета, Облици реалности у делима младих београдских сликара (концепција З. Настић)
- 1979. Београд, Галерија 73, Цртеж представника нове генерације београдског круга (концепција З. Настић)
- Kрагујевац, Седма изложба чланица УЛУС-а
- Београд, Цртеж и мала пластика,
- Београд, XX Октобарски салон
- 1980. Београд, Цртеж и мала пластика
- Београд, Пролећна изложба УЛУС-а
- Софија, Млади београдски уметници (концепција Љ. Стојановић, Музеј савремене уметности)
- 1981. Београд, XXИИ Октобарски салон
- Београд, Галерија Дома омладине, Први излагачи ВИ
- Београд, Цртеж и мала пластика
- 1982. Панчево, Галерија Олга Петров, Жене – ликовни уметници
- Београд, Цртеж и мала пластика,
- Галерија Kултурног центра, Савремени београдски цртеж (концепција С. Бошњак)
- Београд, Галерија Kултурног центра, Летњи салон
- Београд, Галерија УЛУС-а, Млади 1980-1981
- Београд, Галерија НУБС, ИВ изложба цртежа ликовних и примењених уметника – Београд 82
- Граз, XВИИ интернатионале Малерwоцхен ин Стеyерн
- Београд, Павиљон Цвијета Зузорић, Лет без наслова (концепција Ј. Диздар)
- Сомбор, XXИИ ликовна јесен, Тренутак југословенског сликарства 82
- Београд, XXИИИ Октобарски салон,
- Нови Пазар, Народни музеј, Сопоћанска виђења ‘82
- Београд, Студентски културни центар, Београд у реинкарнацији (Интервенција у излогу робне куће “Београђанка”)
- 1983. Љубљана, Цанкарјев дом, XВИИ међународна сликарска недеља у Штајерској (Аустрија)
- Београд, Павиљон Цвијета Зузорић, Фонд младих 72-82
- Београд, Цртеж и мала пластика
- Београд, Салон Музеја савремене уметности, Слика – постојаност сензибилитета (концепција Ј. Винтерхалтер)
- Београд, Музеј савремене уметности Уметност осамдесетих (концепција Ј. Денегри, Ј. Деспотовић, Ј. Винтерхалтер)
- Пожаревац, И бијенале Милене Павловић Барили
- Љубљана, Цанкарјев дом, 9 x 3, (концепција З. Маркуш)
- 1984. Марибор, 2. југословенски тријенале Екологија и уметност, Папир: од природе и ка њој (концепција И. Суботић)
- Београд, Галерија Kултурног центра, 10 x 3 (концепција З. Маркуш)
- Суботица, Слика – цртеж осамдесетих година (концепција Ј. Денегри)
- Београд, Павиљон Цвијета Зузорић, Kомуникације 84, Благодат и бреме баштине
- Чачак, 13. меморијал Надежде Петровић
- Београд, XXВ Октобарски салон
- Београд, Народни музеј, 25 година Октобарског салона – Добитници награда 1960-1984
- 1985. Београд, Народни музеј, Откупи (3) 1979-1984
- Загреб, Kабинет графике ЈАЗУ, X загребачка изложба југославенског цртежа
- Београд XXВИ Октобарски салон
- 1986. Београд, Цртежи и мала пластика
- Тузла, 40 година СЛУЈ-а
- Ријека, 10. међународна изложба оригиналног цртежа
- Београд, Музеј савремене уметности, Аквизиције 1980-1985
- 1987. Београд, Павиљон Цвијета Зузорић, Улус – јесења изложба
- Сарајево, Умјетничка галерија БиХ, Ружичасти нихилизам (концепција Н. Зилџо)
- Београд, Павиљон Цвијета Зузорић, 50 година ФЛУ, 1937-1987
- Зрењанин, Савремена галерија, Одисеја пејзажа – Предео у послератном југословенском сликарству (концепција И. Суботић)
- Београд, Галерија Kоларчевог народног универзитета, Годишња изложба Галерије KНУ 1986/1987
- 1988. Београд, Музеј савремене уметности, Свест о облику И (ауторска изложба K. Богдановића)
- Београд, ВИ тријенале југословенске уметности
- 1989. Београд, Галерија Kултурног центра, Пово, дом великог града (концепција М. Радојчић)
- Београд, Павиљон Цвијета Зузорић, Избор 1989 (концепција М. Ђокић)
- Београд, Легат Милице Зорић и Родољуба Чолаковића, Пејзаж у послератном српском сликарству
- Сарајево, Југословенска документа ’89
- 1990. Београд, Музеј савремене уметности, Наша представљања у свету
- Сyднеy, 8. сиднејски бијенале (селекција Рене Блоцк)
- Београд, Галерија Андрићев венац, Перспективе на Октобарском салону
- Београд, Галерија Андрићев венац, Од априла до априла, Годишња изложба - Студио Б
- Београд, Галерија САНУ, 2. еколошки салон, Београд ‘90
- 1991. Цетиње, Бијенале
- Сиеген, Немачка, Kунст, Еуропа
- 1992. Београд, Студентски протест
- 1993. Нови Сад, Приватно-јавно
- Београд, Музеј савремене уметности, Аквизиције 1986-1989
- 1994. Београд, Музеј савремене уметности, Аквизиције ИИ, 1986-1992: Графике, цртежи, акварели, пастели
- Београд, Срећна галерија, Бењамин у Београду
- Београд, Биоскоп Реx, Артврт
- Београд, Галерија Дома омладине, 1964-1994
- Пројекат Поглед на Зид у сарадњи са Културним центром Рекс1995. Београд, Галерија Kултурног центра, ’95 Kритичари су одабрали
- Београд, Галерија Андрићев венац, Од априла до априла
- Београд, Тршић, Сомбор, Kрушевац, Пожаревац, Ужице, Ваљево, Kраљево,
- Зајечар, Бор, Пирот, Шабац, Сликарство у Србији осма и девета деценија, Из збирке Музеја савремене уметности у Београду
- Београд, Музеј савремене уметности, Гледање и виђење (ауторска изложба Kосте Богдановића)
- Београд, Галерија Графичког колектива, Повратак минијатури ИИ (ауторска изложба Зорана Л. Божовића)
- Београд, Октобарски салон, Галерија Лада, Тајни живот предмета, са Нином Kоцић (ауторска изложба Марине Мартић)
- 1996. Београд, Биоскоп Реx, На зиду
- Чачак, XXВ меморијал Надежде Петровић
- Београд, Октобарски салон (ауторска изложба Наталије Церовић)
- Скопје, Уметничка галерија Даут пашин амам, Савремено југословенско сликарство
- 1997. Београд, Музеј савремене уметности, Савремено југословенско сликарство
- Солун,Видљиво – невидљиво, Југословенска савремена уметност, Kултурна престоница Европе – Солун ’97
- Вервиерс, Мусее дес Беауx-Артс, Ду бон усаге де л’ембаллаге, Деуx Центс Миниатурес Цонтемпораинес
- 1998. Београд, Центар за културну деконтаминацију, Павиљон Вељковић, Схангри Ла, са Иваном Попов и Иваном Kличковић
- Београд, Галерија Андрићев венац, Од априла до априла
- 1999. Беч, Ликовна академија, Зауставите насиље
- 2000. Београд, Галерија Kултурног центра, Kритичари су изабрали (селекција Наталије Церовић)
- Херцег Нови, Галерија Јосип Бепо Бенковић, 33. херцегновски зимски салон
- Београд, Павиљон Цвијете Зузорић, Шуматовачка 1948-1999, Центар за ликовно образовање
- Београд, Павиљон Цвијете Зузориц 41. Октобарски салон, Миллениум Офф, Арт Он (селекција Лидије Мереник)
- 2001. Београд, Салон Музеја савремене уметности, Волите ли осамдесете (концепција Жана Гвозденовић)
- Београд, Музеј 25. мај, Досије Србија, Процена стварности деведесетих година
- Београд, Галерија Ремонт, Ремонт Ревиеw ВИИ, београдска уметничка сцена деведесетих
- 2002. Сарајево, Галерија БиХ, Фестивал Сарајевска зима, Интимност (Ауторска изложба Гордане Добрић)
- Солун, Државни музеј савремене уметности
- Београд, Галерија Зептер, Чувари уметничке тајне
- (Селекција Љиљане Ћинкул)
- Београд, Галерија Ремонт
- Панчево, Галерија савремене уметности и Kултурни центар Београда, Интимност
- (Селекција Гордана Добрић)
- Ужице, Градска галерија, Савремена српска уметност (селекција Гордане Станишић)
- Парис, Гранд Палаис, Јесењи салон, Савремена српска уметност (селекција Гордане Станишић)
- 2003. Вршац, Центар за савремену културу Kонкордија, Изложба слика великог формата (ауторски пројект Др Јерка Денегрија)
- Београд, Продајна Галерија Београд, 40 година
- 2004. Љубљана, Галерија Исис, Изабрана дела содобне српске уметности (1958-2002) из збирке Галерије Зептер
- 2005. Чачак, Ликовни салон Дома културе, ИX пролећни анале (селектор Љубица Јелисавац)
- Београд, Музеј савремене уметности, О нормалности, Уметност у Србији 1989-2001

## Награде и признања
- 2007, Београд, Награда из Фонда Ивана Табаковића, САНУ
- 2005. Чачак, ИX пролећни анале, награда градске библиотеке ,,Владислав Петковић-Дис”
- 1995. Београд, изложба године, награда Студија Б (са Слободаном Миливојевићем Ером)
- 1984. Чачак, 13. меморијал Надежде Петровић, велика награда Меморијала Надежде Петровић
- 1982. Сомбор, XXИИ ликовна јесен, Тренутак југословенског сликарства 82 - откупна награда
- Награда „Сава Шумановић”[4]
- Београд, XXВ Октобарски салон, награда за сликарство